# テュネス
テュネス（Tunnes、2019年4月4日 - ）は、ドイツの競走馬。主な勝ち鞍は2022年のバイエルン大賞、独セントレジャー、2021年のラティボール公爵賞。
半兄に2021年の凱旋門賞を制したトルカータータッソがいる。

## 戦績

### デビュ―前
2019年4月4日、P・H・ヴァンデバーグによって生産される。父は現役時2015年バイエルンツフトレネンを勝ったミスタープロスペクター系のジュリアーニ。母は現役時ドイツで4戦未勝利のティファナ。本馬は母の第4仔に当たり、その2歳上の半兄には2021年の凱旋門賞を優勝することになるトルカータータッソがいる。本馬の父方と母方で3×3のインブリードが成立しているターバインは、現役時凱旋門賞を勝ちその後シーザスターズやガリレオを生産したアーバンシー、および、現役時英2000ギニーを勝った種牡馬キングズベストの半姉妹である。
2020年9月、トルカータータッソと同様のティファナヒルシャゲ（Tijuan Hilleshage）という名でBBAGセプテンバー・イヤリング・セールのオークションに上場され、ケルン出身の起業家ホルガー・レンツによって3万8000ユーロで落札された。ホルガーの妻であるアレクサンドラによれば、この時、同氏は2万ユーロの時点で本馬の入札を諦めた。しかし、その後のホルガーの身振り手振りが競売人を誤解させたことで、その入札が続行されてしまい、最終的に同氏が本馬を落札する結果になったのだという。故郷にちなむ競走馬への命名を好む同氏は、本馬に対してケルン・ヘンネスヒェン劇場の登場人物などとして知られる「テュネスとシェール」にちなんでテュネス（Tünnes、非ドイツ語圏ではTunnes）という命名を行った。2歳シーズンの初め頃、本馬はペーター・シールゲン厩舎のもとに預託された。

### 2歳時（2021年）
2021年9月26日のケルン競馬場の2歳未勝利戦（芝1600メートル）で、今後の主戦となるバウイルザン・ムルザバエフ騎手を背にデビューし、7頭立ての競走では3番手あたりから前を追ったが、勝ったラルサックとの差を縮められずに2馬身1/2差の2着。それから中1週で10月10日のケルン競馬場の2歳未勝利戦（芝1850メートル）に出走。競走では先頭に立つとそのまま最後まで逃げ切り、後続に3馬身差をつけて初勝利を挙げた。
続いて11月14日のヘルツォークフォンラティボルレネン（G3、芝1700メートル）に出走し、単勝2.5倍の1番人気に支持された。競走では行きたがるところも見せながら2番手から競馬を進め、直線に入ってから逃げていたアリオロと叩き合いとなり、暫く続いたが最後は短アタマ差で制してグループ競走初制覇を果たした。自身が達成したこの勝利と、兄のトルカータータッソが凱旋門賞を制したことで高まった付加価値によって、本馬は翌年ドイチェスダービーの有力候補となった。

### 3歳時（2022年）
冬の間、2022年7月3日施行のドイチェスダービー1番人気に推されていたテュネスは、大きな怪我を負ったことで、9か月の休養を余儀なくされた。なお、同年のドイチェスダービーはシールゲン厩舎の僚馬サンマルコが優勝している。その後、8月31日バーデンバーデン競馬場の3歳条件戦（芝2400メートル）で復帰し、60キログラムの斤量を負いながら後続に6馬身差を付けて勝利。続いて9月18日のドイチェスセントレジャー（G3、芝2800メートル）に1番人気で出走。先頭で直線に入ると、楽な手応えのまま後続との差を広げ、最後は流す余裕をもって8馬身差で圧勝した。3着には、前年のアルピニスタに対する2着および3着がある僚馬ネリウムが入った。この時点で陣営は、日本のジャパンカップ参戦を視野に入れた。
その後は11月6日のバイエルン大賞（G1、芝2400メートル）に出走、メンドシーノが取り消した5頭立てのなか、単勝1.8倍の圧倒的な1番人気に支持された。不良馬場となった競走では、馬なりで先頭に立って後続を牽引。そのままの隊列で直線に入ると後続との差を広げていき、最後は2着馬ウェルディスポーズドに10馬身差を付ける圧勝でG1初制覇を果たした。1972年ドイツにグループ制が導入されて以降、同国のG1競走史上でガイヤース（14馬身）、オロフィノ（12馬身3/4）、シーザムーン（11馬身）が達成した勝利に続く大差を付ける内容であった。また、これ以前のテュネスのGAGは97キログラムであり、サンマルコ（97.5キログラム）の評価を上回っていなかったが、同競走の圧勝が評価された結果、本馬のGAGは国際的なレーティング120に相当する100キログラムまで上積みされた。
地元で重賞3連勝およびG1競走初制覇を達成したテュネスは、続いて11月27日の東京競馬場で施行される第42回ジャパンカップ（GI、芝2400メートル）に出走することになった。ドイツの厩舎から約18時間の輸送を経て11月18日の18時9分に来日し、同日の21時55分には東京競馬場へと到着した。なお、引き続き手綱を取る主戦のムルザバエフは、これによる遠征が日本での初騎乗となった。7番人気の支持を受けた競走では、枠入り不良を起こして発走時刻を4分遅延。発走すると、十分に出足をつけることができず、最終的に勝ち馬ヴェラアズールの9着に敗れた。これによって、本馬は9万2308ユーロ相当の賞金を獲得した。競走後、シールゲンは「何より重要なことは、彼が無事に完走したことだ。おかげで、来年に向けた優秀な馬を手にすることができたわけだ」と語った。

## 競走成績
以下の内容は、Deutscher Galopp、JRA-VAN ver.World、JBISサーチの情報に基づく。
| 出走日     | 競馬場           | 競走名             | 格 | 頭数 | オッズ（人気） | 着順 | 騎手           | 斤量 | 距離（馬場）  | タイム  | 着差     | 1着（2着）馬      |
| ---------- | ---------------- | ------------------ | -- | ---- | -------------- | ---- | -------------- | ---- | ------------- | ------- | -------- | ----------------- |
| 2021.09.26 | ケルン           | 条件戦             |    | 7    | 03.5（2人）    | 02着 | B.ムルザバエフ | 57.0 | 芝1600m（良） | -       | 2馬身1/2 | Larzak            |
| 0000.10.10 | ケルン           | 条件戦             |    | 5    | 01.8（1人）    | 01着 | B.ムルザバエフ | 58.0 | 芝1850m（稍） | 1:57.83 | 3馬身    | （Antinanco）     |
| 0000.11.14 | クレフェルト     | ラティボール公爵賞 | G3 | 6    | 02.5（1人）    | 01着 | B.ムルザバエフ | 58.0 | 芝1700m（重） | 1:50.55 | 短アタマ | （Ariolo）        |
| 2022.08.31 | バーデンバーデン | 条件戦             |    | 9    | 01.9（1人）    | 01着 | B.ムルザバエフ | 60.0 | 芝2400m（重） | 2:35.85 | 6馬身    | （Lobelie）       |
| 0000.09.18 | ドルトムント     | 独セントレジャー   | G3 | 11   | 02.3（1人）    | 01着 | B.ムルザバエフ | 56.5 | 芝2800m（重） | 3:06.21 | 8馬身    | （Sir Filip）     |
| 0000.11.06 | ミュンヘン       | バイエルン大賞     | G1 | 5    | 01.8（1人）    | 01着 | B.ムルザバエフ | 58.0 | 芝2400m（不） | 2:44.33 | 10馬身   | （Well Disposed） |
| 0000.11.27 | 東京             | ジャパンC          | GI | 18   | 25.5（7人）    | 09着 | B.ムルザバエフ | 55.0 | 芝2400m（良） | 2:24.7  | 6馬身3/4 | ヴェラアズール    |

## 血統表
| テュネスの血統           | テュネスの血統                                               | テュネスの血統                                               | （血統表の出典）                                             | （血統表の出典） |
| 父系                     | ミスタープロスペクター系                                     | ミスタープロスペクター系                                     | ミスタープロスペクター系                                     |                  |
| 父 Guiliani IRE 青鹿毛   | 父の父Tertullian USA 栗毛                                    | Miswaki                                                      | Mr. Prospector                                               | Mr. Prospector   |
| 父 Guiliani IRE 青鹿毛   | 父の父Tertullian USA 栗毛                                    | Miswaki                                                      | Hopespringseternal                                           |                  |
| 父 Guiliani IRE 青鹿毛   | 父の父Tertullian USA 栗毛                                    | Turbaine                                                     | Trempolino                                                   | Trempolino       |
| 父 Guiliani IRE 青鹿毛   | 父の父Tertullian USA 栗毛                                    | Turbaine                                                     | Allegretta                                                   |                  |
| 父 Guiliani IRE 青鹿毛   | 父の母Guadalupe GER 青鹿毛                                   | Monsun                                                       | Konigsstuhl                                                  | Konigsstuhl      |
| 父 Guiliani IRE 青鹿毛   | 父の母Guadalupe GER 青鹿毛                                   | Monsun                                                       | Mosella                                                      |                  |
| 父 Guiliani IRE 青鹿毛   | 父の母Guadalupe GER 青鹿毛                                   | Guernica                                                     | Unfuwain                                                     | Unfuwain         |
| 父 Guiliani IRE 青鹿毛   | 父の母Guadalupe GER 青鹿毛                                   | Guernica                                                     | Greenvera                                                    |                  |
| 母 Tijuana GER 栗毛 2011 | 母の父Toylsome GB 栗毛 1999                                  | Cadeaux Genereux                                             | Young Generation                                             | Young Generation |
| 母 Tijuana GER 栗毛 2011 | 母の父Toylsome GB 栗毛 1999                                  | Cadeaux Genereux                                             | Smarten Up                                                   |                  |
| 母 Tijuana GER 栗毛 2011 | 母の父Toylsome GB 栗毛 1999                                  | Treasure Trove                                               | The Minstrel                                                 | The Minstrel     |
| 母 Tijuana GER 栗毛 2011 | 母の父Toylsome GB 栗毛 1999                                  | Treasure Trove                                               | River Jig                                                    |                  |
| 母 Tijuana GER 栗毛 2011 | 母の母Tucana GER 栗毛 1999                                   | Acatenango                                                   | Surumu                                                       | Surumu           |
| 母 Tijuana GER 栗毛 2011 | 母の母Tucana GER 栗毛 1999                                   | Acatenango                                                   | Aggravate                                                    |                  |
| 母 Tijuana GER 栗毛 2011 | 母の母Tucana GER 栗毛 1999                                   | Turbaine                                                     | Trempolino                                                   | Trempolino       |
| 母 Tijuana GER 栗毛 2011 | 母の母Tucana GER 栗毛 1999                                   | Turbaine                                                     | Allegretta                                                   |                  |
| 母系(F-No.)              | Arabis(FN:9-h)                                               | Arabis(FN:9-h)                                               | Arabis(FN:9-h)                                               |                  |
| 5代内の近親交配          | Turbaine 3x3,Sharpen Up 5x5x5,Surumu 5x4,Northern Dancer 5x5 | Turbaine 3x3,Sharpen Up 5x5x5,Surumu 5x4,Northern Dancer 5x5 | Turbaine 3x3,Sharpen Up 5x5x5,Surumu 5x4,Northern Dancer 5x5 | [ § 2 ]          |
| 出典                     | 1. 2.                                                        | 1. 2.                                                        | 1. 2.                                                        | 1. 2.            |